# Чунтић
Чунтић (до 1995. Српски Чунтић) је насељено место у саставу града Петриње, у Банији, Република Хрватска.

## Историја
Пре Другог светског рата у фрањевачком самостану су се састајали и скривали оснивачи усташког покрета.
| „ | Задњи састанак је одржан пред Божић 1940… На њему су донесени коначни закључци, који су се односили на устанак, о којем су усташки прваци имали већ готове планове, обзиром на примењене обавијести од Поглавника из иноземства и од веза са нашим пријатељским државама… | ” |

Чунтић се од распада Југославије до августа 1995. године налазио у Републици Српској Крајини. Од стварања независне хрватске државе и напуштања својих домова највећег дела становништва, име селу је нелегитимно промењено у Чунтић.

## Становништво
Насеље је према попису становништва из 2011. године имало 27 становника.
| Националност       | 1991.        |
| Срби               | 103 (96,26%) |
| Хрвати             | 1 (0,93%)    |
| Југословени        | 2 (1,86%)    |
| остали и непознато | 1 (0,93%)    |
| Укупно             | 107          |